# Louis Joseph d'Albert d'Ailly
Louis Joseph d'Albert d'Ailly (18 novembre 1741 – Chaulnes, 23 ottobre 1792) è stato un chimico e viaggiatore francese.
Figlio di Michel Ferdinand d'Albert d'Ailly, fu il settimo duca di Chaulnes.

## Biografia
Fu il I° duca di Picquigny dal 1762 e alla morte del padre nel 1769, Louis Joseph ereditò il titolo di duca di Chaulnes. Studiò scienze e nel 1764 fu eletto Fellow della Royal Society di Londra. 
Si ritirò dal servizio militare all'età di ventiquattro anni, con il semplice grado di colonnello, ed intraprese invece lo studio delle scienze naturali. Nel 1775 dimostrò che l'aria velenosa prodotta nel processo di produzione della birra è l'anidride carbonica, e mostrò un metodo per la facile preparazione di acqua acidula con degli attrezzi con i quali l'acqua veniva agitata nelle vasche dove la birra aveva fermentato. Ha mostrato un metodo di estrazione e purificazione dei sali dall'urina. Nel 1773 ha trovato un modo per cristallizzare gli alcali saturando l'anidride carbonica in un tino di birra. 
I chimici all'epoca sapevano che l'asfissia dalle esalazioni di carbone era dovuta alla formazione di anidride carbonica. Chaulnes propose un metodo per ristabilirsi da un soffocamento tramite la somministrazione di gas di ammoniaca in varie forme. Dopo avere sperimentato con successo con gli animali, volle confermare la sua scoperta con gli esseri umani. Diede istruzioni a un suo valletto e quando questi ebbe raggiunto una pratica sufficiente, su chiuse in un gabinetto di vetro, si sedette su un materasso e si circondò con carbone acceso. 
(Michaud, 8 p. 38)
Il valletto obbedì prontamente e lo riportò in vita.
Durante i suoi viaggi visitò l'Egitto nel 1763 e registrò tutto ciò che vide con accurati disegni di diversi monumenti che fino ad allora erano rimasti non pubblicati o descritti poco.
Tuttavia ne incluse solo uno nella sua pubblicazione Mémoire sur la véritable entrée du monument égyptien qui se trouve à quatre lieues du Caire, près de Sakara, Parigi, 1783, in-4°. 
Questo monumento, noto come pozzo degli uccelli, era una tomba per gli animali sacri. L'autore riporta i suoi tentativi senza esito di fare dei calchi dei superbi geroglifici e riferisce anche altri dettagli curiosi. 
Pubblicò anche  Mémoire et Expériences sur l'air fixe qui se dégage de la bière en fermentation, comprese in un'antologia in 9 volumi Recueil des savants étrangers de l'académie des sciences, 1780. 
L'11 febbraio 1773 il duca di Chaulnes ebbe una lite con Caron de Beaumarchais che l'accusava di insidiare la sua amante, l'attrice Mademoiselle Ménard. Fu quindi imprigionato allo Château de Vincennes.